# Hirshhorn Museum and Sculpture Garden

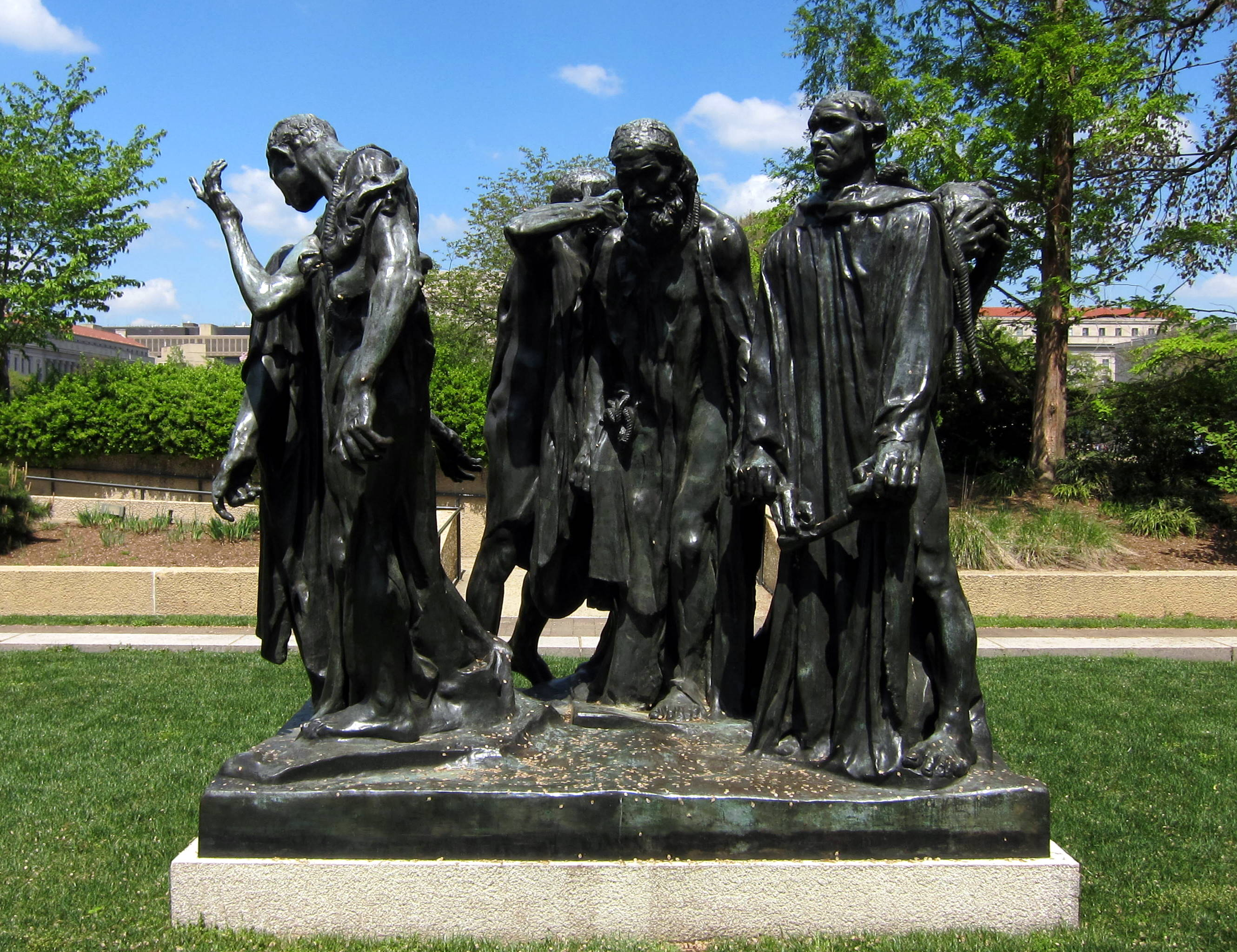
Auguste Rodins Borgarna i Calais

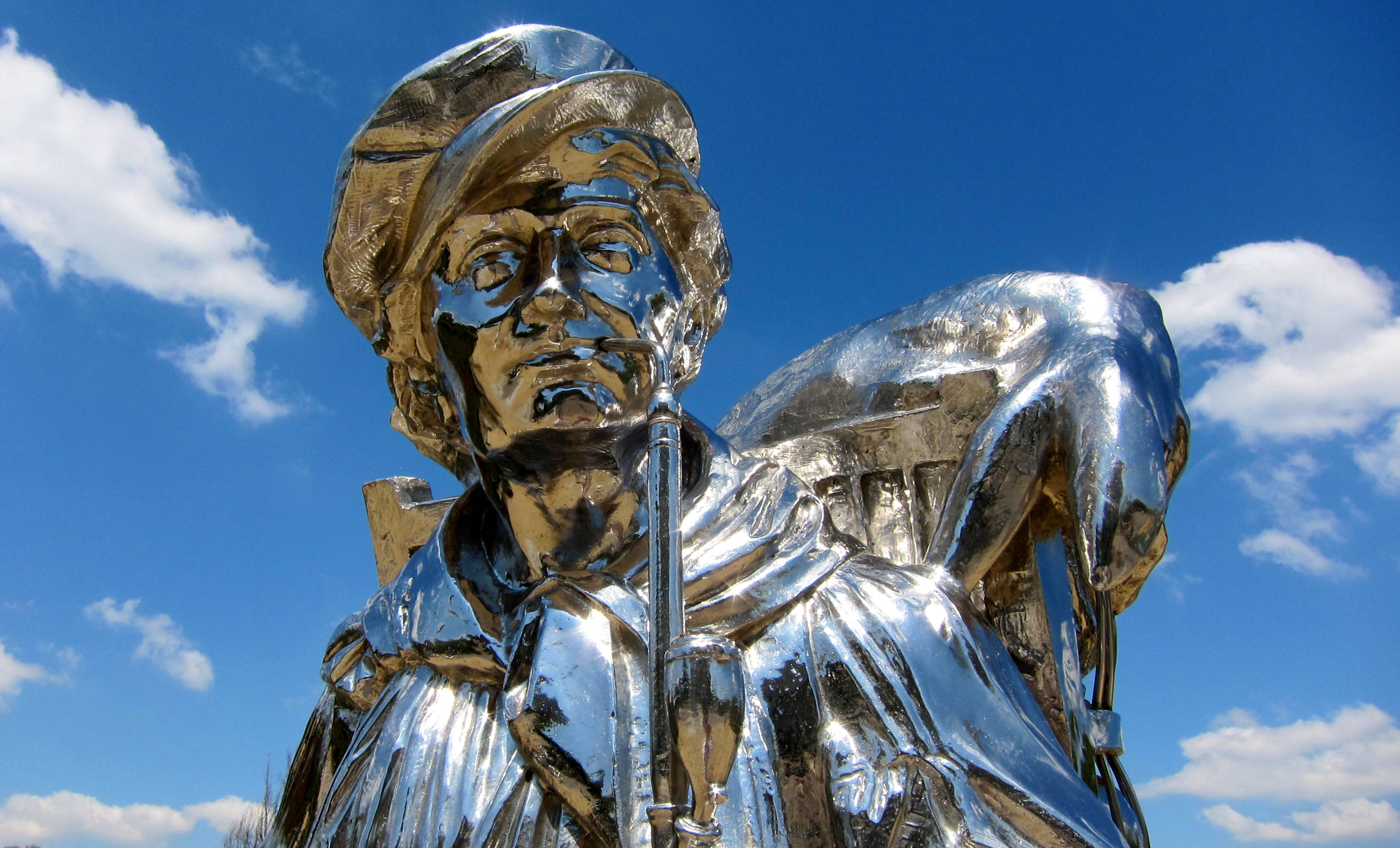
Kiepenkerl av Jeff Koons

Hirshhorn Museum and Sculpture Garden är ett konstmuseum och en del av Smithsonian Institution i Washington D.C. i USA.
Museets samlingar tillkom på 1960-talet genom en donation av den lettisk-amerikanske entreprenören och konstsamlaren Joseph H. Hirshhorn. Museet inriktar sig på konst från perioden efter andra världskriget, framför allt på konst från 1960-talet och framåt.
Byggnaden, som är ritad av arkitekten Gordon Bunshaft (1909-90), är formad som en öppen cylinder på fyra ben, med en stor fontän i mitten.  

## Historik
I slutet av 1930-talet beslöt USA:s kongress att inrätta ett nytt konstmuseum vid National Mall i Washington D.C., men planerna skrinlades på grund av andra världskriget. Planerna återupptogs på 1960-talet bland annat genom USA:s president Lyndon B. Johnson och kongressen fattade beslut 1966 att inrätta museet inom Smithsonian Institution. Huvuddelen av finansieringen kom från den amerikanska federala statsmakten, men också Hirschhorn tillsköt medel för byggnationen. Museet invigdes 1974.

## Samlingar
Av kända konstnärer återfinns verk i museets samlingar Pablo Picasso, Henri Matisse, Mary Cassatt, Henry Moore, Jackson Pollock, Mark Rothko, Hans Hofmann, Morris Louis, Kenneth Noland, Francis Bacon, Willem de Kooning, Milton Avery, Ellsworth Kelly, Arshile Gorky och Edward Hopper.
Utanför museet finns en skulpturpark med verk av bland annat Auguste Rodin, Henry Moore, Jeff Koons och Alexander Calder. 

## Bildgalleri

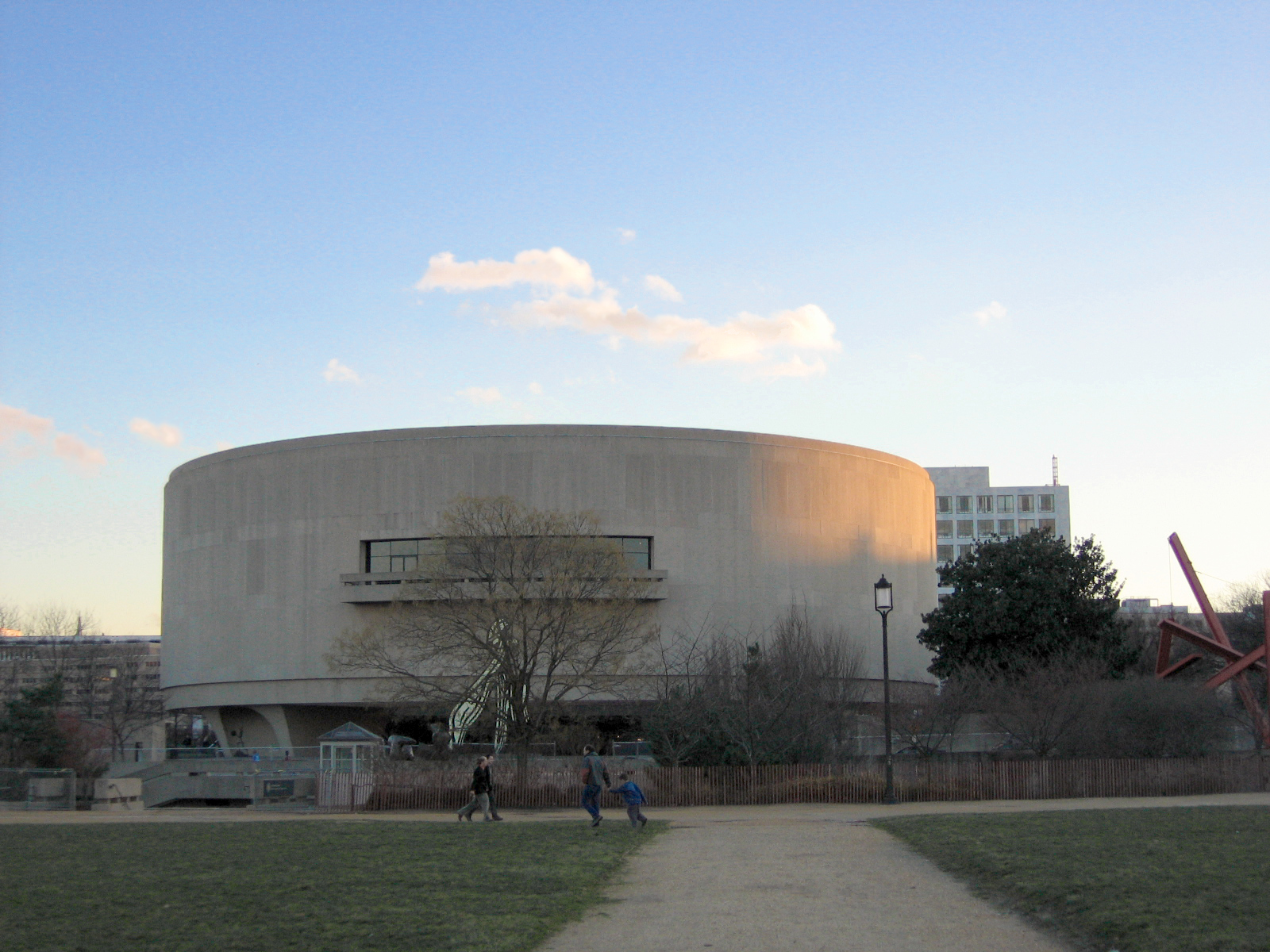
Hirshhorn Museum
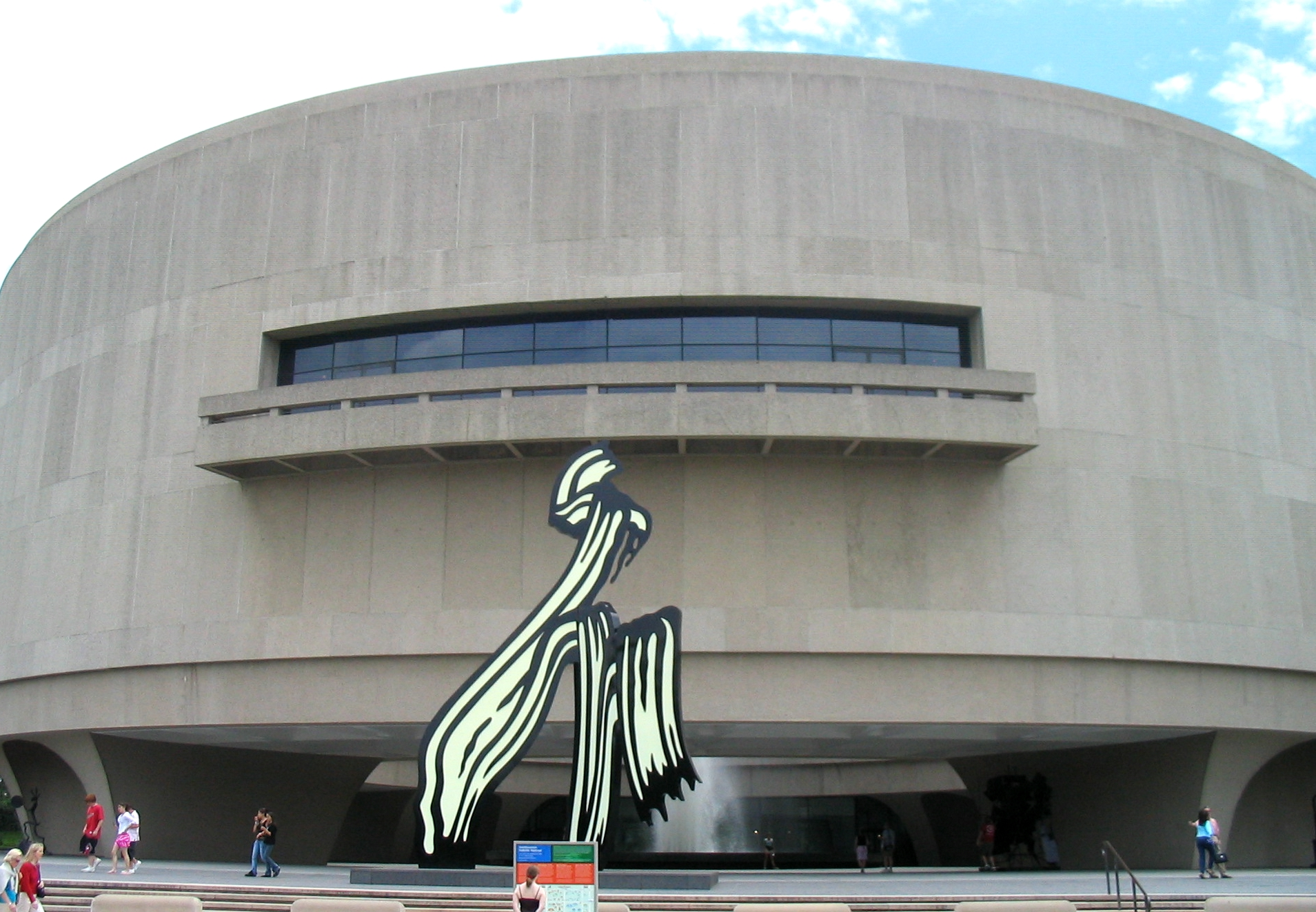
Hirshhorn Museum (entré)
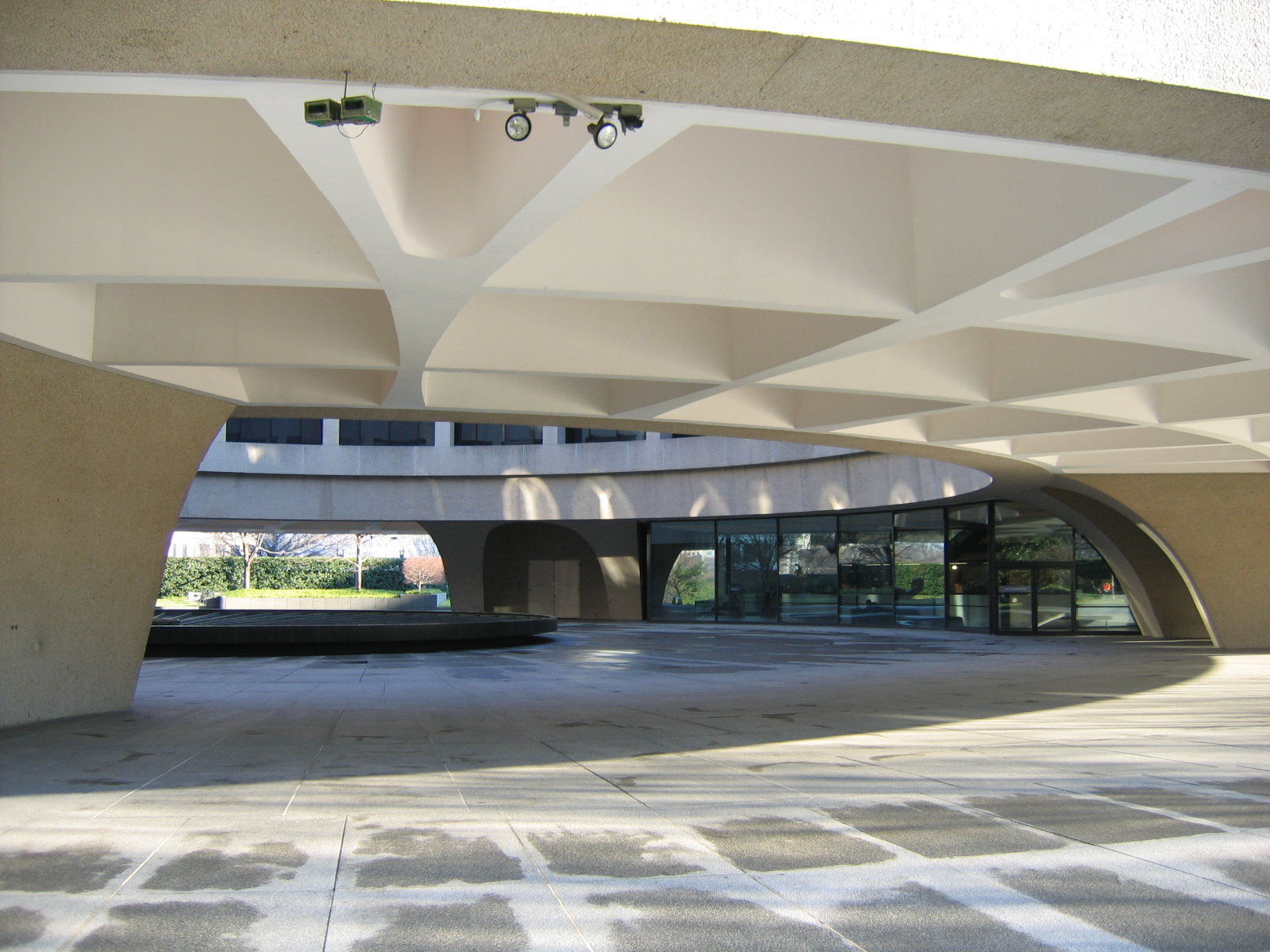
Hirshhorn Museum (souterrängvåning)
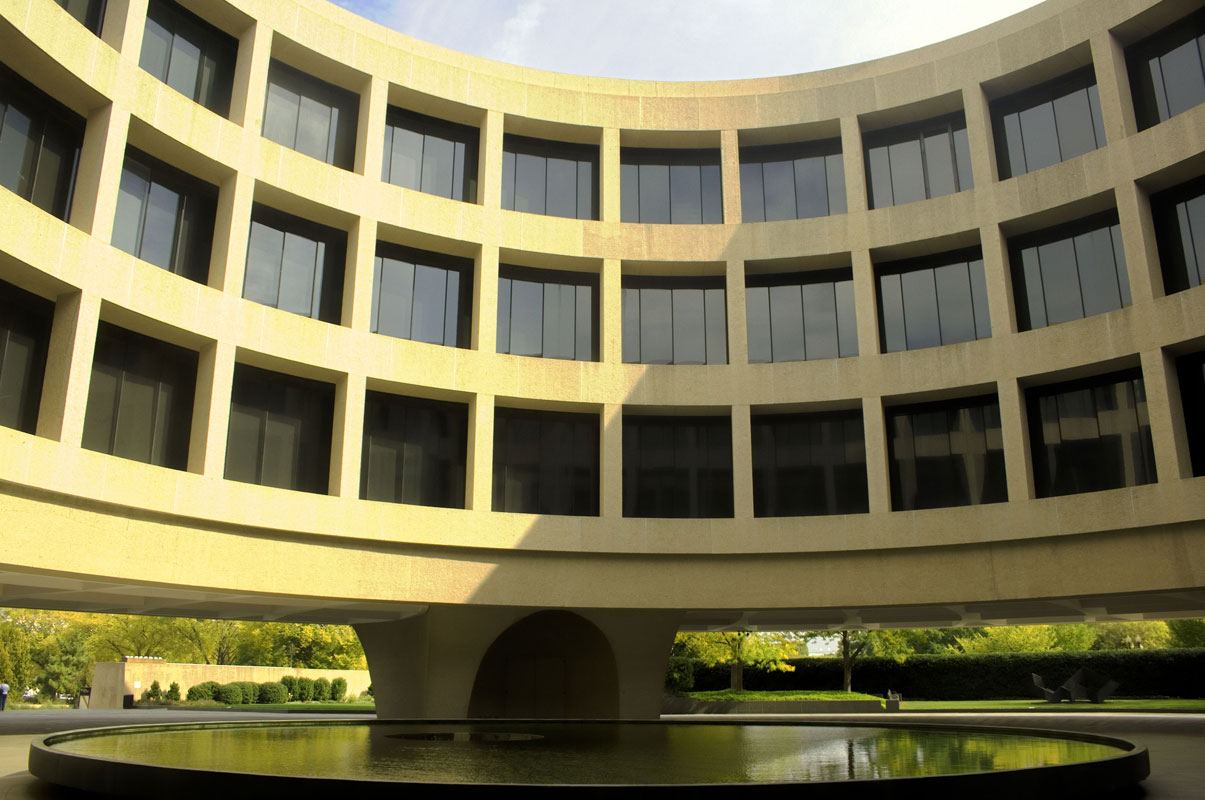
Innergård och fontän
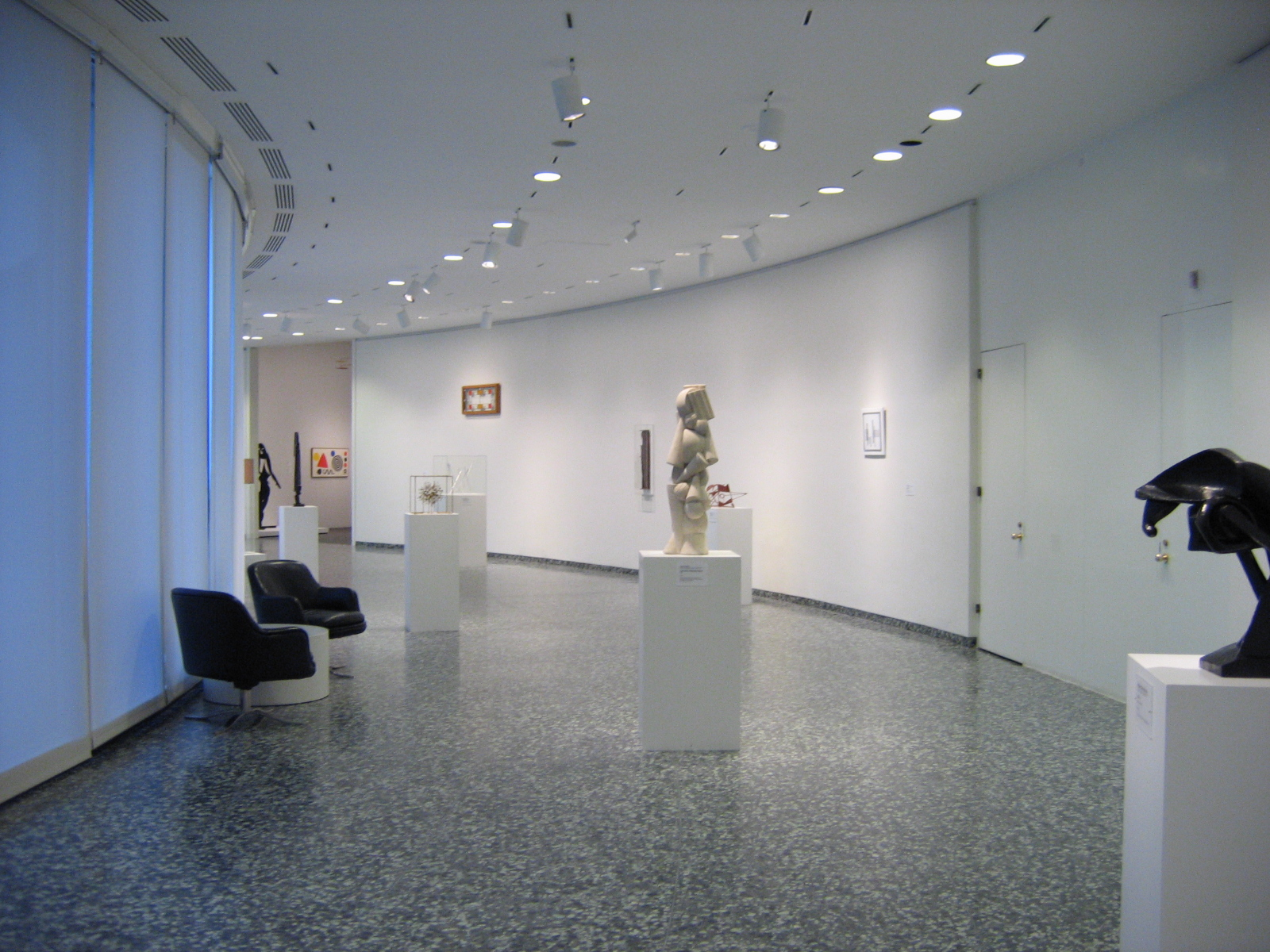
Hirshhorn Museum (utställningshall)